# Jednostka regionalna Pireus
Jednostka regionalna Pireus (gr. Περιφερειακή ενότητα Πειραιώς) – jednostka administracyjna Grecji w regionie Attyka. Wraz z Atenami tworzy aglomerację Aten i Pireusu. Powołana do życia 1 stycznia 2011 w wyniku przyjęcia nowego podziału administracyjnego kraju. W 2021 roku liczyła 443 tys. mieszkańców.
W skład jednostki wchodzą gminy:
- Kieratsini-Drapetsona (4),
- Koridalos (3),
- Nikiea-Ajos Joanis Rendis (2),
- Perama (5),
- Pireus (1).